# Acumontia
Acumontia – rodzaj kosarzy z podrzędu Laniatores i rodziny Triaenonychidae liczący ponad 20 gatunków. Gatunkiem typowym jest A. armata

## Występowanie
Przedstawiciele rodzaju zamieszkują południową Afrykę oraz Madagaskar.

## Systematyka
Opisano 21 gatunków należących do tego rodzaju:
| - Acumontia alluaudi (Roewer, 1914) - Acumontia armata Loman, 1898 - Acumontia capitata (Lawrence, 1959) - Acumontia cowani Pocock, 1903 - Acumontia draconensis Lawrence, 1939 - Acumontia echinata Pocock, 1903 - Acumontia flavispinus (Lawrence, 1959) - Acumontia hystrix (Lawrence, 1959) - Acumontia lomani (Roewer, 1914) - Acumontia lomani (Roewer, 1914) | - Acumontia longipes Lawrence, 1959 - Acumontia majori Pocock, 1902 - Acumontia milloti (Lawrence, 1959) - Acumontia natalensis Lawrence, 1931 - Acumontia pococki Roewer, 1914 - Acumontia roberti Pocock, 1903 - Acumontia roeweri Starega, 1992 - Acumontia rostrata Pocock, 1902 - Acumontia soerenseni (Roewer, 1914) - Acumontia spinifrons (Roewer, 1914) - Acumontia venator (Roewer, 1931) |